# Třída Raven
Třída Raven byla třída oceánských minolovek Námořnictva Spojených států amerických. Celkem byly postaveny dvě minolovky této třídy. Navázala na ně stavba série vylepšených plavidel třídy Auk. Jedna byla potopena za druhé světové války.

## Stavba
Minolovky třídy Raven byly vyvinuty jako náhrada zastarávajících minolovek třídy Lapwing z doby první světové války. Obě minolovky této třídy postavila americká loděnice Norfolk Navy Yard v Portsmouthu. Na základě zkušeností z války v Evropě se však ukázalo, že třída Raven postrádá důležitou schopnost likvidace magnetických min. To si vynutilo změnu pohonu následujících plavidel na diesel-elektrický, přičemž tato plavidla se tak řadí do samostatné třídy Auk.
Jednotky třídy Raven:
| Jméno              | Založení kýlu | Spuštěna       | Vstup do služby    | Status |
| ------------------ | ------------- | -------------- | ------------------ | --- |
| USS Raven (AM-55)  | červen 1939   | 24. srpna 1940 | 11. listopadu 1940 | Roku 1946 převedena do rezervy, roku 1955 přejmenována na MSF-55, roku 1967 vyškrtnuta a potopena jako cvičný cíl. |
| USS Osprey (AM-56) | červen 1939   | 24. srpna 1940 | 16. prosince 1940  | Dne 5. června 1944 se v Lamanšském průlivu potopila na mině.                                                       |

## Konstrukce

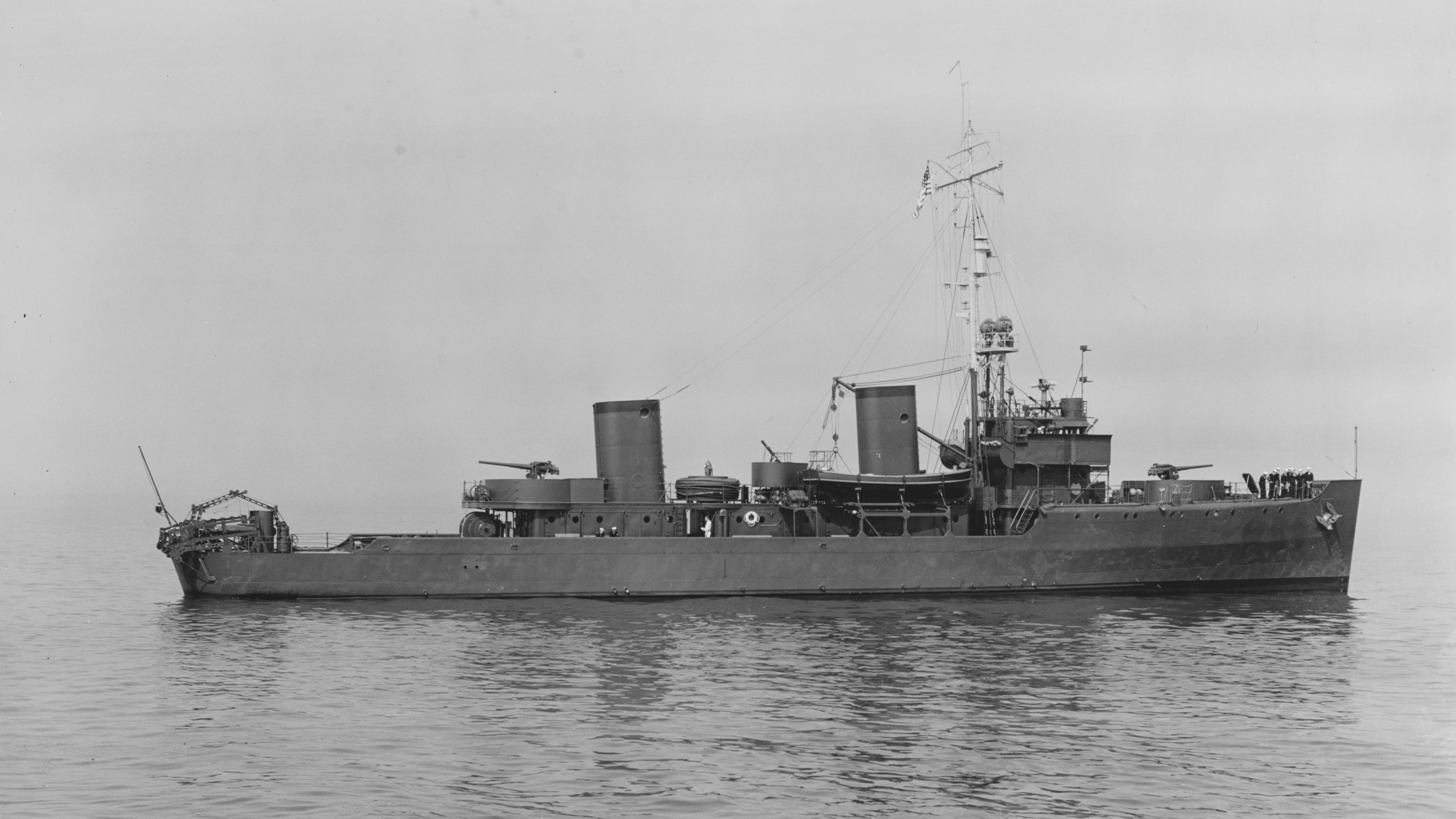
USS Osprey (AM-56)

Plavidla byla vybavena radarem a sonarem. Byla vyzbrojena dvěma dvouúčelovými 76mm kanóny Mk.20, čtyřmi 12,7mm kulomety a dvěma skluzavkami hlubinných pum. Mohla nést až 80 min. Pohonný systém tvořily dva diesely Fairbanks Morse 38RD8 o výkonu 1800 hp, pohánějící dva lodní šrouby. Nejvyšší rychlost dosahovala 18 uzlů. Dosah byl 6370 námořních mil při rychlosti 16,5 uzlu.

### Modernizace
V letech 1942–1943 byly kulomety nahrazeny čtyřmi 20mm kanóny Oerlikon. Později byl jeden 76mm kanón nahrazen dvěma 40mm kanóny Bofors a byly přidány ještě čtyři 20mm kanóny.